# FK Modriča
FK Modriča je bosanskohercegovački nogometni klub iz Modriče.

## Povijest
Nogometni klub u Modriči osnovan je 1922. godine pod imenom Rogulj, ali je ubrzo promijenio ime u Zora. U prvim godinama razvoja nogometa nisu postojala službena natjecanja samo su se igrale prijateljske utakmice s klubovima iz susjednih gradova, a igrači su sami sebi nabavljali sportsku opremu. Prvu službenu utakmicu Zora je odigrala s nogometašima Bosanca iz Bosanskog Šamca 1923. godine, a rezultat je bio 2:2. Fudbalski klub Zora postojao je sve do 1927. godine kada su mu vlasti zabranile rad. Ubrzo se formira drugi klub pod imenom Olimpija, koji postoji sve do 1938. godine, kada mijenja ime u FK Dobor. Po izbijanju rata, prestaju sve sportske aktivnosti, a tek po njegovom završetku, u kolovozu 1945. godine, formira se novi nogometni klub pod imenom Sloga. Klub je promijenio ime u Napredak sve dok konačno nije dobio ime Modriča.
Najveći uspjesi kluba u nekadašnjoj Jugoslaviji su bili u sezoni 1968./69. godine, kada osvaja prvo mjesto i naslov amaterskog prvaka Bosne i Hercegovine, a drugo mjesto na natjecanju za amaterskog prvaka Jugoslavije.

### Novija povijest
Sezona 2002./03. u Prvoj ligi Republike Srpske bila je najuspješnija godina FK Modriča u posljeratnom razdoblju. Uljari su u toj sezoni osvojili titulu prvaka Republike Srpske i plasirali su se u Premijer ligu Bosne i Hercegovine. Šef stručnog štaba Modričana u to vrijeme je bio proslavljeni nogometaš FK Željezničar iz Sarajeva i Arisa iz Soluna, Nikola Nikić.
FK Modriča je u debitantskoj sezoni u Premijer ligi BiH trijumfom u finalu Kupa Bosne i Hercegovine (savladali banjalučki Borac nakon jedanaesteraca) osigurali nastup u kvalifikacijama za Kup UEFA. U iduće dvije sezone Modriča je bila u vrhu lige. U sezoni 2007./08. ostvaren je najveći uspjeh u povijesti kluba - prvo mjesto u Premijer ligi i igranje u kvalifikacijama za Ligu prvaka.

## Nastupi u Europi
| Sezona    | Natjecanje       | Kolo        | Država | Klub             | Rezultat |
| --------- | ---------------- | ----------- | ------ | ---------------- | -------- |
| 2004./05. | Kup UEFA         | 1. kolo kv. |        | FC Santa Coloma  | 1:0, 3:0 |
| 2004./05. | Kup UEFA         | 2. kolo kv. |        | Levski Sofija    | 0:5, 0:3 |
| 2008./09. | UEFA Liga prvaka | 1. kolo kv. |        | KS Dinamo Tirana | 2:0, 2:1 |
| 2008./09. | UEFA Liga prvaka | 2. kolo kv. |        | Aalborg BK       | 1:2, 0:5 |

## Vanjske poveznice
- Službene stranice kluba